# Strada statale 233 Varesina
L'ex strada statale 233 Varesina (SS 233), ora strada provinciale ex strada statale 233 Varesina (SP ex SS 233) nella città metropolitana di Milano ed in provincia di Como e strada provinciale 233 Varesina (SP 233) in parte della provincia di Varese, è una strada Provinciale e Statale Italiana Che collega Milano al confine di stato Svizzero passando per Varese

## Storia
Il percorso risale all’impero romano e nel Medioevo era uno delle strade principali del Ducato di Milano.
La strada statale 233 venne istituita nel 1959 con il seguente percorso: Milano - Saronno - Tradate - Varese - Valganna - Confine Svizzero di Ponte Tresa.
In seguito al decreto legislativo n. 112 del 1998, dal 2001 la gestione del tratto dal km 0,000 (Milano) al km 49,200 (Varese) è passata dall'ANAS alla Regione Lombardia, che ha provveduto al trasferimento dell'infrastruttura al demanio della città metropolitana di Milano (ex provincia), della provincia di Varese e della provincia di Como per le tratte territorialmente competenti. La tratta Varese - Lavena Ponte Tresa, in uscita dall'abitato di Varese, è gestita dall' ANAS.

## Percorso
Ha inizio a Milano, come continuazione verso nord di via Giovanni Battista Grassi; prosegue in direzione nord ovest attraversando vari comuni del circondario milanese quali Baranzate, Bollate, Arese e Garbagnate Milanese. Prosegue sul confine tra la provincia di Varese e la provincia di Como, attraversando i comuni di Caronno Pertusella, Origgio, Saronno, Gerenzano, Turate, Cislago, Mozzate, Carbonate, Locate Varesino, Tradate, Venegono Inferiore, Castiglione Olona e Vedano Olona, giunta in località Ponte di Vedano. Svincola con la SP57 per Gazzada Schianno con la SP3 e con la tangenziale di Varese (quest'ultima rappresenta il collegamento diretto fra i due tronconi), prosegue verso la "Marcollina" per terminare a Varese in viale Luigi Borri. Quest'ultimo tratto, a partire da Bizzozero, fra il 1907 e il 1950 ospitava sul lato sinistro provenendo dal capoluogo il binario della rete tranviaria di Varese.
La strada riprende poi a nord di Varese come prosecuzione del viale Valganna, dirigendosi sempre verso nord e lambisce Induno Olona, passa presso le grotte di Valganna, attraversa i paesi di Ganna e Ghirla (che costituiscono il comune di Valganna), attraversa Cugliate Fabiasco, Marchirolo, Cadegliano Viconago e giunge a Lavena Ponte Tresa, dove c'è il confine di Stato di Ponte Tresa con la Svizzera.

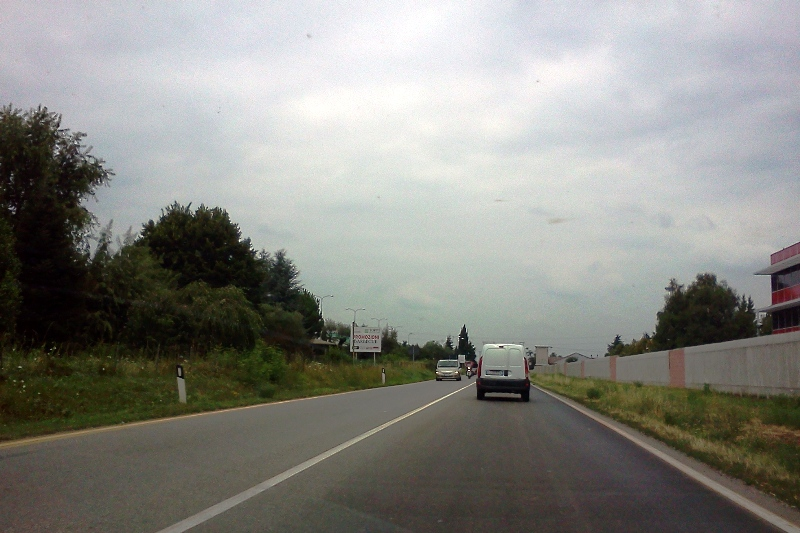
La strada nel territorio di Origgio

È una strada di grande comunicazione in ambito regionale, ma il traffico non è scorrevole specialmente nella tratta da Milano a Varese, a causa dell'unica corsia disponibile per ciascun senso di marcia e per l'attraversamento di numerosi comuni sprovvisti di un percorso in variante (ad eccezione di Saronno e Tradate); il limite di velocità è in questa tratta quasi sempre posto a 50 km/h. Più scorrevole invece è la tratta da Varese al confine svizzero, con diversi tratti rettilinei extraurbani (anche se recentemente, per questioni di sicurezza, il limite è stato ridotto da 90 km/h a 70 km/h).